# Mylonchulus montanus
Mylonchulus montanus är en rundmaskart som först beskrevs av Robert Folger Thorne 1924.  Mylonchulus montanus ingår i släktet Mylonchulus och familjen Mononchidae. Inga underarter finns listade i Catalogue of Life.